# Norra Västerskär
Norra Västerskär eller Norra Degerskär är ett klippigt skär i Signilskärsarkipelagen i Ålands hav i Hammarlands kommun på Åland. Strax i söder ligger den något större Södra Västerskär. De bägge öarna ligger cirka 2 kilometer väster om Signilskär och cirka 11 kilometer väster om fasta Åland.
Då Sally Bauer 1938 utförde den första simningen över Ålands hav landade hon på Västerskären. 